# یوری سارداروف
یوری سارداروف (به انگلیسی: Yuri Sardarov) (زاده ۲۸ ژانویهٔ ۱۹۸۸) بازیگر ارمنی-گرجی‌تبار آمریکایی است. از فیلم‌هایی که وی در آن نقش داشته‌است می‌توان به بدل اشاره کرد.
وی از پدری ارمنی و مادری گرجی در باکو زاده شد.